# Miloslav Vlk
Miloslav Vlk, né le 17 mai 1932 et mort le 18 mars 2017 à Prague, est un cardinal tchèque, archevêque de Prague en République tchèque de 1991 à 2010.

## Biographie

### Prêtre
Avant d'entrer au séminaire, Miloslav Vlk exerce la profession d'archiviste.
Il est ordonné prêtre le 23 juin 1968, durant la période historique du Printemps de Prague, pour le diocèse de České Budějovice en République tchèque. Il est alors appelé comme secrétaire particulier de son évêque.
Son influence déplait aux autorités communistes de l'époque qui obtiennent son transfert dans une région isolée et montagneuse en 1971. En 1978, les autorités révoquent même son autorisation d'exercer son ministère sacerdotal. Il doit alors vivre son ministère de manière secrète pendant 10 ans, en exerçant la profession de laveur de vitres.
En 1989, il obtient enfin l'autorisation d'exercer son ministère sacerdotal lui permettant de s'occuper de paroisses.

### Évêque
Nommé évêque de České Budějovice le 14 février 1990, il est consacré le 31 mars suivant. Un an plus tard, le 27 mars 1991, il devient archevêque de Prague.
De 1992 à 2001, il préside la Conférence épiscopale tchèque et de 1993 à 2001, il préside également le Conseil des conférences épiscopales d'Europe.
Le pape Benoît XVI accepte sa renonciation à la charge d'archevêque de Prague le 13 février 2010 et nomme pour lui succéder Dominik Duka.

### Cardinal

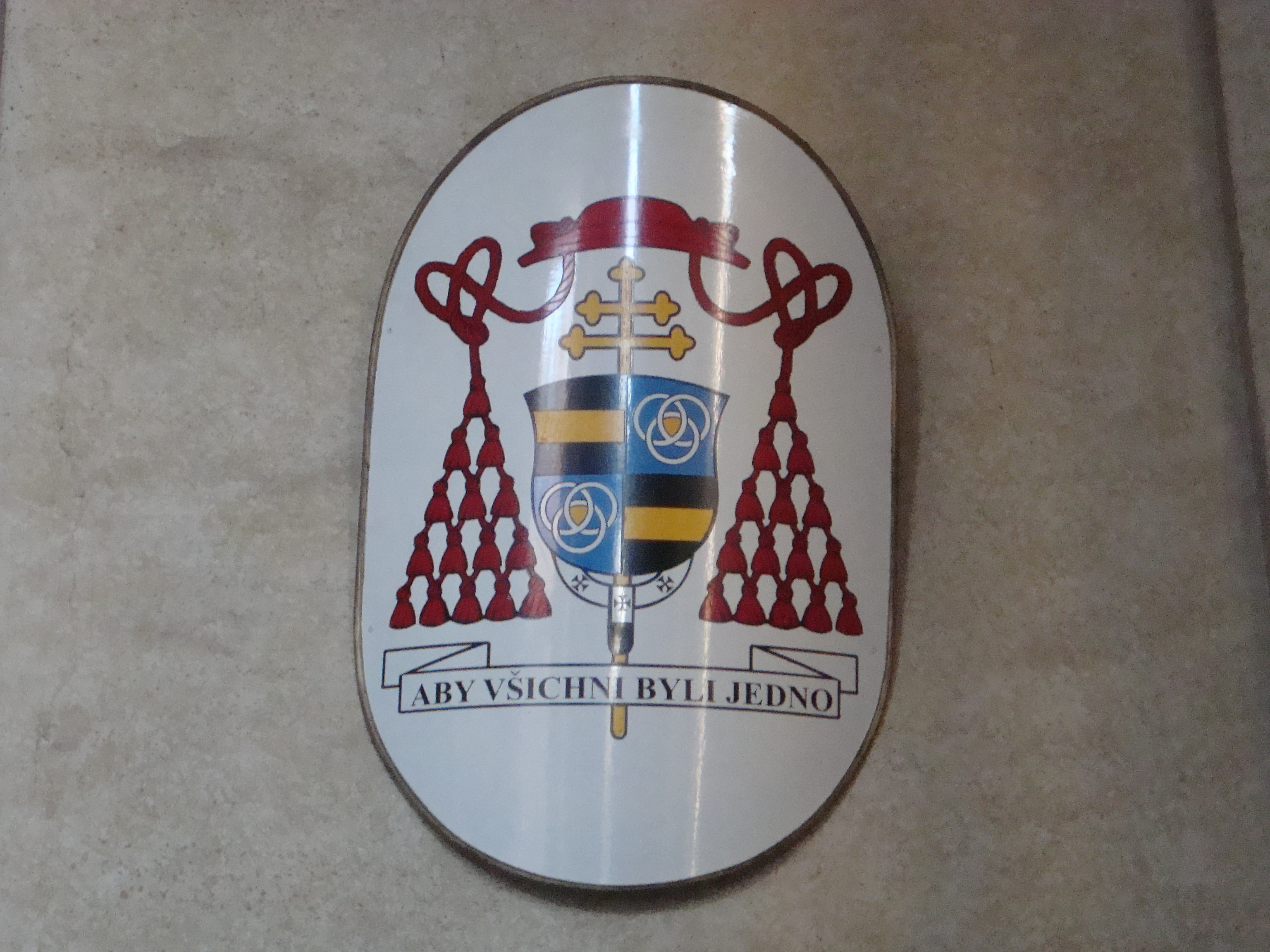
Le blason du cardinal Vlk sur la basilique Santa Croce in Gerusalemme.

Il est créé cardinal par le pape Jean-Paul II lors du consistoire du 26 novembre 1994 avec le titre de cardinal-prêtre de Sainte-Croix de Jérusalem (S. Croce in Gerusalemme).
Au sein de la Curie romaine, il est membre de la Congrégation pour les Églises orientales et du Conseil pontifical pour les communications sociales.
Il participe au conclave de 2005 qui voit l'élection de Benoît XVI. Il atteint la limite d'âge le jour de ses 80 ans, le 17 mai 2012 ce qui l'empêche de participer aux votes du conclave de 2013 (élection de François).
Il meurt le 18 mars 2017 à Prague à l'âge de 84 ans.

## Succession apostolique
Miloslav Vlk a ordonné les évêques suivants :
- Évêque Jiří Paďour, O.F.M.Cap. (1997)
- Évêque Václav Malý (1997)
- Évêque Karel Herbst (cs), S.D.B. (2002)
- Évêque Pavel Posád (cs) (2004)
- Évêque Jan Baxant (cs) (2008)